# David D. Friedman
David Director Friedman, född 12 februari 1945, är en amerikansk författare som blev en ledande figur inom anarkokapitalismen genom sin bok The Machinery of Freedom (1973, reviderad 1989). Han har även skrivit böckerna Price Theory: An Intermediate Text (1986), Law's Order (2000), Hidden Order: The Economics of Everyday Life (1996) och Future Imperfect: Technology and Freedom in an Uncertain World (2008). Han är son till Milton Friedman.